# Лесняк, Дмитрий Егорович
Дмитрий Егорович Лесняк — советский хозяйственный и государственный деятель, Герой Социалистического Труда.

## Биография
Родился в 1936 году на хуторе Восточный. Член КПСС.
В 1952—1954 — тракторист Тахтинской МТС.
В 1954—1955 — военнослужащий Советской армии.
В 1955—1990 — механизатор совхоза «Янушевский» Ипатовского района Ставропольского края.
Указом Президиума Верховного Совета СССР от 22 февраля 1978 года присвоено звание Героя Социалистического Труда с вручением ордена Ленина и золотой медали «Серп и Молот».
Делегат XXVI съезда КПСС.
Умер в 1990 году в Ипатовском районе.

## Награды и звания
- Герой Социалистического Труда (22.02.1978)
- Орден Ленина (22.02.1978)
- Орден Октябрьской Революции